# Diospyros arupaj
Diospyros arupaj är en tvåhjärtbladig växtart som beskrevs av B. Walln. Diospyros arupaj ingår i släktet Diospyros och familjen Ebenaceae. Inga underarter finns listade i Catalogue of Life.